# Каланчакская поселковая община
Каланчакская поселковая община (укр. Каланчацька селищна громада) — территориальная община в Скадовском районе Херсонской области Украины. В состав общины входит 2 посёлка и 13 сёл. Население в 2017 году составляло 15289 человек, площадь общины 630,26 км².

## Населённые пункты
В состав общины входят посёлки Каланчак и Раздольное, сёла Алексеевка, Приморское, Новоалександровка, Новокиевка, Хорлы, Бабенковка Первая, Гавриловка Вторая, Новопавловка, Александровка, Приволье, Бабенковка Вторая, Вербовое, Максима Горького.

## История общины
Создана в ходе административно-территориальной реформы 20 июля 2016 года на территории упразднённого Каланчакского района района путём объединения Каланчакского поселкового, Роздольненского, Привольского, Александровского, Новопавловского, Новокиевского, Гавриловского сельских советов. Население общины на момент создания составляло — 15289 человек. Своё название община получила от названия административного центра, где размещены органы власти — посёлка Каланчак. В 2020 году в состав общины были включены Алексеевский и Хорловский сельские советы.
В июле 2020 года Каланчакский район в рамках административно-территориальной реформы был ликвидирован, и община вошла в состав укрупнённого Скадовского района.
С марта 2022 года община находится под российской оккупацией в ходе вторжения России в Украину.